# 2018년 술라웨시 지진
2018년 술라웨시 지진은 2018년 9월 28일 인도네시아 술라웨시섬에서 일어난 모멘트 규모 7.5의 지진이다.

## 역사
미국 지질조사국에서 규모 7.5로 발표하였으나 인도네시아 기상당국은 규모 7.7로 측정하였다. 이날 밤, 이번 지진으로 인해 인도네시아 술라웨시섬 주도 팔루와 인근 어촌 동갈라 일대에서 1.5~2m의 쓰나미가 발생했다고 인도네시아 재난관리 당국이 발표하였고 현장 상황 파악에 나섰으나 밤인 데다 통신 장애가 발생해 구체적인 피해를 확인하는 데 어려움을 겪고 있다고 설명하였다. 팔루공항도 관제탑이 파손되고 활주로에 400∼500m 길이의 균열이 발생한 까닭에 정상적인 운영이 힘든 상황이다.

## 피해 상황
해안에서 축제를 준비하던 사람 중 수백 명이 여전히 어디에 있는지 파악되지 않아 사망자가 더 늘어날수도 있다.
지진으로 팔루시 시내 한 8층짜리 호텔이 무너지면서 미처 피하지 못한 일부 투숙객이 잔해 밑에 깔린 것으로 알려졌다. 그리고 지진이 발생한 뒤에도 고지대로 신속히 대피하지 않아 쓰나미에 휩쓸린 사람들이 많은 것으로 파악하고 있다. 팔루시에선 해변에서 축제 준비를 하다 수백 명이 미처 피난하지 못하고 쓰나미에 휩쓸린 것으로 추정하고 있다.
한편 현지에 머물던 한국인 1명이 연락두절돼 대한민국 외교부가 소재를 파악 중이다. 연락두절된 한국인 1명은 패러글라이딩 대회 참석 차 인도네시아에 방문했다가 행방이 묘연해진 것으로 알려졌다. 그리고 연락두절된 한국인 2명중에 1명이 안전확인이 되었다.
지진이 일어난지 34분이 채 되지 않아 인도네시아 기상청이 쓰나미 경보가 해제하여 피해를 더 키웠다는 비판이 나오고 있다.
한국인 30대 남성이 사흘째 연락이 두절되자 어머니와 지인 등 2명이 술라웨시 주 술탄 하사누딘 공항을 거쳐 팔루지역으로 향했지만 결국 30대 남성은 숙소 로아로아호텔 잔해속에서 사망한채 발견됐다.
강진과 뒤이은 쓰나미로 인한 사망자 수가 1천200명을 넘어섰다는 보도가 나왔다. 인도네시아 재난당국은 여러 지역에서 사망자 보고가 접수되고 있어 앞으로 피해 규모가 많이 늘어날 것으로 예상하고 있다.
이번 지진으로 인해 팔루 시의 공무원들도 다수 사망했다. 심지어 현직 시장 및 부시장까지 희생돼서, 지휘할 인사들의 공백이 커져버렸다.
10월 2일 인도네시아 정부는 강진·쓰나미 사망자 1천234명으로 늘어났다고 발표하였다. 그때 오전 9시 16분에 플로레스섬 은공기 인근에서 규모 6.0의 지진이 일어났다.
10월 4일 술라웨시섬 팔루 지역에서 실종됐던 우리 교민 1명이 무너진 호텔 잔해에서 시신으로 발견됐다고 외교부가 밝혔다.

## 같이 보기
- 2018년 지진
- 인도네시아의 지진 목록